# Рахотеп (чаті)
Рахотеп, Прехотеп, Парахотеп (*бл.1298 до н. е. — 19 липня 1213 до н. е.) — давньоєгипетський діяч XIX династії, верховний жрець Ра у Геліополісі за правління фараонів Рамсеса II, Мернептаха. Ім'я перекладається як «Ра задоволений».

## Життєпис
Син Мері, верховного жерця Осіріса, та Майануй. Відомості про Рахотепа містяться в стелі Уеннефера, верховного жерця Осіріса, що доводився Рахотепу братом. Також є згадка про Рахотепа в монументі Абідоса.
За Рамсеса II обіймав посаду чаті Нижнього Єгипту. Близько 1233 року до н. е. стає верховним жерцем Ра, а наприкінці життя — верховним жерцем Птаха. Помер у 1213 році до н. е. Поховано у Седменті, на вході до Фаюму. Новим верховним жерцем Ра став Анхуас.